# Palaeomyrmidon
Palaeomyrmidon (лат.) — вымерший монотипный род муравьедов из семейства Cyclopedidae. Ископаемые остатки этого животного были обнаружены на территории современной Аргентины в отложениях датируемых миоценом (по другому источнику, в отложениях Santa Maria Valley Andalhuala датируемых плиоценом):32. С точки зрения систематики является сестринской кладой по отношению к современному роду Cyclopes. В отличие от современных карликовых муравьедов ведущих исключительно древесный образ жизни, Palaeomyrmidon был наземным животным.